# Fortaleza de Kvari
La fortaleza de Kvari (en georgiano: კვარას ციხე) fue una fortaleza feudal situada en la orilla derecha del río Krijuli (a 1,5 km del pueblo de Zemo Sjvava, municipio de Ambrolauri), parte de la región de Racha en Georgia.  

## Historia
Se menciona por primera vez en fuentes históricas en el siglo XI como parte del ducado de Racha. En la era feudal tardía era un dominio real y el rey Simón I de Kartli gobernó en los años 90 del siglo XVI. En épocas posteriores, el castillo de Kvara perdió su importancia. Vajushti de Kartli señala: "Al sur de Sjovi y frente al desfiladero, en el extremo oriental, en la cima de una colina alta y rocosa, se encuentra la fortaleza de Kuaras (en Ashia, la fortaleza de Kvara)". 
A principios del siglo XVIII, la familia feudal de los Iashvilis y en 1769 todavía estaba bajo el dominio imericio. En 1786, la fortaleza de Kvara fue protegida por David Archil (hijo de Salomón II), un oponente del rey Jorge, hijo del rey Jorge IX de Imericia. En 1802, bajá Sabud de Ajaltsije (líder del eyalato de Mesjetia) fue decapitado en la prisión de Kvara. En 1810, durante la incorporación del reino de Imericia con el Imperio ruso, la fortaleza de Kvara se rindió al ejército ruso después de cierta resistencia.

## Arquitectura
La fortaleza de Kvara es una típica construcción defensiva de tipo sala, rodeada por un muro de 6-7 m de altura y una superficie total es de unos 2000 m2. Solo hay una entrada por un lado y dentro del recinto amurallado, solía haber una torre residencial redonda de dos pisos, una pequeña iglesia, un foso y las ruinas de otros edificios.